# Коренево (Вологодская область)
Ко́ренево — деревня в Вологодском районе Вологодской области, бывшее село.
Входит в состав Старосельского сельского поселения (с 1 января 2006 года по 8 апреля 2009 года входила в Пудегское сельское поселение), с точки зрения административно-территориального деления — в Пудегский сельсовет.
Расстояние до районного центра Вологды по автодороге — 35 км.
В XVII—XX вв. Коренево было селом Вологодского уезда, а в период с 1780 г. по первую треть XIX в. входило в состав Гря́зовецкого уезда.
По переписи 2002 года население — 10 человек.